# Tituly a vyznamenání Jacquese Chiraca

Erb Jacquese Chiraca jakožto rytíře Řádu Serafínů

Jacques Chirac, bývalý francouzský prezident a předseda vlády, obdržel během svého života řadu francouzských i zahraničních řádů a vyznamenání.

## Vyznamenání

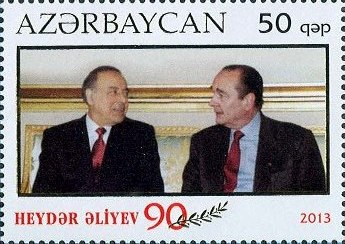
Ázerbájdžánská poštovní známka s vyobrazením Jacquese Chiraca

### Francouzská vyznamenání

Erb prezidenta Francie jakožto rytíře Řádu Karla III.

- komandér Řádu za zásluhy v zemědělství – 1972
- velkokříž Národního řádu za zásluhy – 1974[1]
- rytíř Řádu černé hvězdy
- rytíř Řádu umění a literatury
- Kříž za vojenskou chrabrost
- Croix du combattant
- Letecká medaile
- Pamětní medaile za operace v Severní Africe

### Zahraniční vyznamenání
- Ázerbájdžán
  -  Řád Hejdara Alijeva – 29. ledna 2007 – udělil prezident Ilham Alijev za zvláštní zásluhy při rozvoji přátelství a spolupráce mezi Francií a Ázerbájdžánem[2]
- Benin
  -  velkokříž Národního řádu Beninu – 8. února 1996 – udělil prezident Nicéphore Soglo[3]
- Bolívie
  -  komtur Řádu andského kondora – 1997 – udělil prezident Gonzalo Sánchez de Lozada[4]
- Brazílie
  -  velkokříž s řetězem Řádu Jižního kříže
- Česko
  -  Řád Bílého lva I. třídy s řetězem – 1997 – udělil prezident Václav Havel[5]
- Estonsko
  -  Řád kříže země Panny Marie I. třídy s řetězem – 23. července 2001[6]
- Finsko
  -  velkokříž s řetězem Řádu bílé růže – 1999[7]
- Island
  -  komtur s hvězdou Řádu islandského sokola  – 12. dubna 1983[8]
- Itálie
  -  velkokříž Řádu zásluh o Italskou republiku – 1. října 1973[9]
  -  velkokříž s řetězem Řádu zásluh o Italskou republiku – 21. října 1999[10]
- Jižní Afrika
  -  velkokříž Řádu dobré naděje – 1996[11]
- Libanon
  -  velkostuha Národního řádu cedru – 1996
- Litva
  -  velkokříž Řádu Vitolda Velikého – 4. července 1997[12]
  -  velkokříž Řádu litevského velkoknížete Gediminase – 24. července 2001[12]
- Lotyšsko
  -  velkokříž s řetězem Řádu tří hvězd
- Maďarsko
  -  velkokříž s řetězem Záslužného řádu Maďarské republiky – 2001[13]
- Maroko
  -  velkokříž Řádu Ouissam Alaouite
- Moldavsko
  -  Řád republiky – 1. září 1998 – udělil prezident Petru Lucinschi[14]
- Monako
  -  velkokříž Řádu svatého Karla[15]
- Norsko
  -  velkokříž Řádu svatého Olafa – 2000
- Polsko
  -  velkokříž Řádu za zásluhy Polské republiky – 1991
  -  Řád bílé orlice – 12. září 1996
- Portugalsko
  -  velkokříž Řádu Kristova – 21. února 1975[16]
  -  velkokříž s řetězem Řádu prince Jindřicha – 4. února 1999[16]
- Rakousko
  -  velká čestná dekorace ve zlatě na stuze Čestného odznaku Za zásluhy o Rakouskou republiku – 1976[17]
  -  velkohvězda Čestného odznaku Za zásluhy o Rakouskou republiku – 1998[18]
- Rumunsko
  -  velkokříž s řetězem Řádu rumunské hvězdy – 1998[19]
- Rusko
  -  Řád Za zásluhy o vlast I. třídy – 23. září 1997 – udělil prezident Boris Jelcin za velký osobní přínos k rozvoji spolupráce a posílení přátelství mezi národy Ruska a Francie[20]
  -  Pamětní medaile 300. výročí Petrohradu
- Senegal
  -  velkokříž Národního řádu lva – 2005
- Spojené arabské emiráty
  -  řetěz Řádu Etihad – 1997
- Spojené království
  -  čestný rytíř velkokříže Řádu lázně – 1996[21]
- Španělsko
  -  velkokříž Řádu Isabely Katolické – 1999
  -  velkokříž s řetězem Řádu Karla III. – 24. března 2006 – udělil král Juan Carlos I.[22]
- Švédsko
  -  rytíř Řádu Serafínů – 10. dubna 2000
- Tunisko
  -  velkostuha Řádu nezávislosti – 1986
  -  velkostuha Řádu republiky – 2003
- Ukrajina
  -  Řád knížete Jaroslava Moudrého I. třídy – 2. září 1998 – udělil prezident Leonid Kučma za vynikající osobní přínos k rozvoji ukrajinsko-francouzské spolupráce[23]
- Vatikán
  -  rytíř Řádu Pia IX.

### Ostatní vyznamenání
- Québec
  -  důstojník Národního řádu Québecu – 1987[24]
- Suverénní řád Maltézských rytířů
  -  Maltézský záslužný řád